# ブレイジングソウルズ
『ブレイジングソウルズ』は、アイディアファクトリーから2006年1月19日に発売されたPlayStation 2用シミュレーションRPG。またXbox 360版として2007年3月29日に『アブソリュート ブレイジングインフィニティ』が移植され、2009年7月23日には、PSP版として『ブレイジングソウルズ アクセレイト』が移植された。

## 概要
通称ネバーランド戦役と呼ばれる七年戦争（新紀幻想スペクトラルソウルズIIの舞台）が終結して十数年後のネバーランドが舞台。そこでコア・エレメンタルと呼ばれるエネルギーの結晶体を巡り、コントラクター・ゼロスとヒトゲノムとの戦いを繰り広げていく物語。

## システム
同分野であるスペクトラルソウルズシリーズとは毛色が異なり大まかなシナリオの流れはあるが攻略順番は無く、プレイヤーの好きな順番でストーリーを進めることが出来る。大まかなストーリーの進め方はギルドでの情報収集→探索→マップ発見→捜索→戦闘→探索といった流れで進んでいく。

## 登場キャラクター
ゼロス
声：加藤将之
本作の主人公。コントラクター（請負人）を職業とする賞金稼ぎ。物資の輸送、護衛、暗殺と金さえ貰えばどんな仕事でもやってのける。過去の記憶が無く、また肘から先は義手であるが本人は両方ともまったく気にしていない。ひょんなことからコア・エレメンタルを入手し、それ以降様々な目的にてそれを利用しようとするヒトゲノム達に狙われる立場となる。
終盤にて前作に登場したアサロの研究により製造された人造人間であることが判明する。また、コア・エレメンタルの力を自在に扱うことができたのは作られた際に細胞に異界の魂が組み込まれていたため。
アデル / アデレード
声：野川さくら
本名は「アデレード」。学園都市ヴァラノワールの勇者育成学部を首席で卒業した実力を持つ少女。勇者育成学部を首席で卒業しただけはあり、義母であるグリューネルトや教官だったリューンエルバの最大奥義を習得している。趣味はウォーキングであるなど身体を動かすことが好きでその能力もかなり高いが、手先が不器用という一面も。
幼い頃に両親を殺害され、ヴァラノワールに居る前作まで登場したグリューネルトの元に引き取られた過去を持ち、両親の仇を討つためにヴァラノワールを飛び出す。その後、様々な情報により両親を殺害したのがゼロスだと確信し、ゼロスと出会った後はアリアが心配で旅に同行するという名目の裏にて仇を討つために機会をうかがっていた。
レ・グェン / ハイデベルグ
声：安元洋貴
本名は「ハイデベルグ」。渡り鳥を生来としている一流の冒険者。ギルドからの依頼にてゼロスと出会い、アリアの記憶を戻すために行動を共にすることになる。女性好きで街中を複数の女性と歩くことも多々あり、お金には節操が無く各地にて借金があるなど安っぽい性格をした冒険者を演じているが、本来は厳格な性格でバージス王国の第一王位継承者でもある。現国王がヒトゲノムの力で魅了されてしまい暴君となったために城を抜け出し、事態を打開する時期を見計らっている。
デューザ
声：保志総一朗
非常に寡黙な男。アリアと同じくヒトゲノムであり、ゼロスと同等もしくはそれ以上の実力を持っている。ゼロスが作られた際に探している女性であるデナの細胞も使用されていたために彼女の力を感じ、旅に同行することになる。
アリア
声：藍川千尋
記憶を失って倒れている所をゼロスに助けられ、以後記憶を取り戻すためにゼロスと行動を共にしている少女。圧倒的な魔力を持つ一流の魔法の使い手。独特な味覚を持ち、好物は激辛の食べ物。実はヒトゲノムで記憶を失う前は残忍な性格であった。他のヒトゲノムに比べて容姿が人間に近いことや冥界から出たのが最後であったことから、他のヒトゲノムに存在は知られていなかった。
シオラ
声：野川さくら
獣人族のハンターで、面白そうだからという理由でパーティに加わる。弱点は尻尾で触られると力が抜けるらしく、よく触ろうとするファイルーザを避けている。
ノエル
声：埴岡由紀子
高い所と飛ぶことが苦手なバードマンの少年。見た目のとおりおっとりとした性格であるが、ときには芯の強いところを見せる。本を読むことが好きで、暇があったら本を読んで勉強している。砂漠でモンスターに襲われているところをゼロスに助けられ、そのモンスターを倒した力に心酔し共に旅の仲間になる。
リーザ
声：ミルノ純
『ジェネレーションオブカオス』から登場しているバンパイア一族の長、バイアードの愛娘で前作にも登場している。ローゼス解放軍改めローゼス自由軍の諜報員として世界各地を飛び回っていたが、ゼロスと出会い一方的に同行する。アルとは姉弟のような関係。初恋の相手であるマックスの元で訓練を行い、最終奥義「ファイナルストライク」を伝授されている。バンパイア一族ということもあり、パーティの中ではナイヅの次に年齢が高い。そのせいか、外見と年齢のギャップを多少気にしていて、その様子は「ロリータショック」や「粛清」に如実に現れている。イラストで着ているジャケットはマックスからのプレゼントで宝物。
ブリジッテ
声：野中藍
ネバーランドに数多く残る遺跡や、金の亡者などを狙いお宝をハンティングして生活している魔族の少女。性格はわがままで癇癪持ち。幾度かゼロス達に関わることにより一緒にいた方が効率がいいと考え、パーティに加わる。
ケイ
声：ふじたれいこ
かつてのダークエルフの女王リーガルリリーの血縁者にあたる女性。ブリジッテの教育係であり母親的存在でもある。ガーディアンという立場から髪を束ね、男装をしている。
ヴァン
声：野宮一範
かってブリジッテの両親に使用人として使われていた男性。ブリジッテの両親が他界してからは兄のような心で彼女を見守っている、彼女のためなら自らを危険にさらすこともいとわないという。
リディア
声：庄子裕衣
ヴァラノワールの大学部に在学中の少女でアデルの友人。見た目ではわからないがハーフエルフである。実地訓練をリューンエルバが認めてしまい、これを名目に各地を旅していた。ドラゴン退治の際にアデルと再会し、パーティに加わる。性格は明るく社交的だが、おしゃべりなのが玉に瑕。
ファイルーザ
声：川淵由香里
魔族の血を引く冒険者。妖艶な美女で口調は抜けているが、実は計算高い。祭り事や珍品の収集が趣味で特に珍品の収集に関しては自宅が倉庫と化してしまうほど。コア・エレメンタルの力を自由自在に操れるゼロスに興味を持ち、一緒に行動することに。
カルラ
声：坂口沙織
『スペクトラルフォース』シリーズに登場するラズベルの孫娘であり、現在の「水の刻印」を受け継ぐ四源聖。愛称はカルリーネ。口調が変であったりおっちょこちょいの一面を持ち、あまり感情を出さず物静かではあるが、エトヴァルトに対しては感情的になることも。ヒトゲノム創造に携わるほかの四源聖を止めるため、パーティに加わる。
イサク
声：保志総一朗
マイペースな天使。ネバーランドの監視のためにやって来た。ヒトゲノムを説得し争いに加わるのを止めさせるなどとても広い心の持ち主。
アル / アレックス
声：野中藍
『学園都市ヴァラノワール』から『スペクトラルソウルズII』まで登場したミュウとスカーフェイスの間に生まれた少年。本名は「アレックス」。武者修行という名目で家出をし、そのためヴァラノワールの特別進学科は休学中。両親に探しに来て欲しかったのだが、両親があの二人なだけに真面目に探されず、不満気味。三勇者の血筋と伝説の闘神の血筋を引くため、大人をも圧する能力を持つ。同郷であるリーザを姉のように慕っていて、また一緒に空を飛んでもらう約束をするなどノエルと仲がいい。
ナイヅ
声：菅沼久義
23年前にチキュウから召喚された不完全な異界の魂を持つ男性。チキュウでの名は六道明。ヴァラノワールで道場を開いていたが、アルとシロが家出したことがきっかけで、二人を捜索しつつ世界の情勢を探っていた。その際にゼロス達と出会い、同行していたアルとリーザの保護者の立場ということでゼロス達に同行することとなる。既婚者で妻はネージュ（平野克幸公式サイトより）。
シロ / シャルロアール
23年前、アキラ（ナイヅ）と出会った際に色が白いことからシロと命名された。本名はシャルロアールで略してもやっぱりシロとなる。外見はヒヨコ虫だが実は古代先史文明の賢者という存在。しかし性格は子供っぽく、さらに女好き。ナイヅと共に暮らしていたが子供達におかずをとられたことから家出し、また名も無き神殿でゼロス達と出会う。
ジャドウ
声：金子英彦
『インフィニティ』『アクセレイト』での追加キャラ。大魔王ジャネスの息子で『ネバーランドシリーズ』おなじみのヒロの兄に当たり、リトル・スノーを召喚した張本人でもある。リトル・スノーと共に冥界に封印されていたが、先に復活していたリトル・スノーの思いを受け復活する。一度は単身グィスタビヌウスに挑んで敗北し竜王・ダブルエックスに取り込まれるが、スノーとたまたま通りかかったゼロス達に救い出される。
リトル・スノー / 斎藤 小雪（さいとう こゆき）
声：渡辺明乃
『インフィニティ』『アクセレイト』での追加キャラ。本名は「斉藤 小雪」。ナイヅの56年前に召喚された異界の魂。チキュウではいじめをうけていてそこから逃げたいと考えていた。召喚された際に未来と真実を見る力と絶大な魔力を手に入れる。ヒロの手により相思相愛となっていたジャドウと共に封印されていたが、何者かがスペクトラルタワーに存在するアカシック・レコードに触れたことを感じ、さらにその者の力に世界の危機を感じたため復活する。
同社の作品『ステディ×スタディ』にて同名キャラが出演しているが、IF情報局曰く関連性は全くないとのこと（カオスウォーズでは同一人物となっている）。
ヒロ
声：宮村優子
『アクセレイト』での追加キャラ。
リューンエルバ
声：ふじたれいこ
『アクセレイト』での追加キャラ。
ロゼ
声：金月真美
『アクセレイト』での追加キャラ。

## 関連作品
- スペクトラルタワーシリーズ
- スペクトラルフォースシリーズ
- モンスターコンプリワールドシリーズ（伝説獣の穴含む）
- スペクトラルブレイド
- 砂のエンブレイス
- グローバルフォークテイル
- ジェネレーションオブカオスシリーズ
- カルディナルアーク 〜混沌の封札〜
- 爆炎覚醒ネバーランド戦記ZERO
- スペクトラルVSジェネレーション
- 学園都市 ヴァラノワール
- スペクトラルソウルズシリーズ
- カオスウォーズ（ゼロスが参戦）
- クロスエッジ（ゼロスがゲストキャラクターとして登場）